# Coppa Agostoni 2022
La Coppa Agostoni 2022, settantacinquesima edizione della corsa, valida come prova dell'UCI Europe Tour 2022 categoria 1.1 e come tredicesima della Ciclismo Cup 2022, si svolse il 29 settembre su un percorso di 193 km, con partenza e arrivo a Lissone, in Italia. La vittoria fu appannaggio dell'olandese Sjoerd Bax, che ha completato la gara in 4h57'26", alla media di 38,933 km/h, precedendo lo spagnolo Alejandro Valverde e l'italiano Andrea Piccolo.
Sul traguardo di Lissone 66 ciclisti, dei 142 partiti dalla stessa località, hanno portato a termine la competizione.

## Squadre e corridori partecipanti
| N.      | Cod. | Squadra                  |
| ------- | ---- | ------------------------ |
| 1-7     | AQT  | Astana Qazaqstan Team    |
| 11-17   | COF  | Cofidis                  |
| 21-27   | EFE  | EF Education-EasyPost    |
| 31-37   | IWG  | Intermarché-Wanty-Gobert |
| 41-47   | IPT  | Israel-Premier Tech      |
| 51-57   | LTS  | Lotto Soudal             |
| 61-67   | BEX  | Team BikeExchange-Jayco  |
| 71-76   | MOV  | Movistar Team            |
| 81-87   | UAD  | UAE Team Emirates        |
| 91-97   | ADC  | Alpecin-Deceuninck       |
| 101-107 | BCF  | Bardiani-CSF-Faizanè     |

| N.      | Cod. | Squadra                         |
| ------- | ---- | ------------------------------- |
| 111-117 | DRA  | Drone Hopper-Androni Giocattoli |
| 121-127 | EOK  | Eolo-Kometa Cycling Team        |
| 131-137 | BWB  | Bingoal Pauwels Sauces WB       |
| 141-147 | CJR  | Caja Rural-Seguros RGA          |
| 151-157 | EKP  | Equipo Kern Pharma              |
| 161-167 | TEN  | TotalEnergies                   |
| 171-177 | COR  | Team Corratec                   |
| 181-187 | BIE  | Biesse-Carrera                  |
| 191-197 | T4Q  | Team Qhubeka                    |
| 201-207 | MGK  | MG.K Vis Colors for Peace VPM   |

## Ordine d'arrivo (Top 10)
| Pos. | Corridore          | Squadra     | Tempo    |
| ---- | ------------------ | ----------- | -------- |
| 1    | Sjoerd Bax         | Alpecin     | 4h57'26" |
| 2    | Alejandro Valverde | Movistar    | s.t.     |
| 3    | Andrea Piccolo     | EF          | s.t.     |
| 4    | Davide Formolo     | UAE         | s.t.     |
| 5    | D. Pozzovivo       | Intermarché | s.t.     |
| 6    | Guillaume Martin   | Cofidis     | s.t.     |
| 7    | Rigoberto Urán     | EF          | s.t.     |
| 8    | Vincenzo Nibali    | Astana      | s.t.     |
| 9    | Enric Mas          | Movistar    | a 7"     |
| 10   | Stefano Oldani     | Alpecin     | a 1'40"  |